# Старогрчка комедија
Грчка комедија била је, уз трагедију и сатирску игру, један од три главна жанра старогрчког театра и обухватала је низ сценских врста, укључујући пучку импровизацију, мими флијачку фарсу.
Велики грчки филозоф Аристотел написао је у својој Поетици (око 355. п. н. е.) Да је комедија "подражавање нижих карактера, али не у пуном обиму онога што је рђаво, него онога што је ружно, а смешно је само део тога; јер смешна је нека грешка и ругоба која не доноси бола и није погубна; на пример: смешна маска, то је нешто ружно и наказно, али не боли Спој драмске радње са богатством музике и плеса, као и лирских глумачких делова, чини грчку комедију, нарочито стару атичку, умногоме налик каснијим оперетама или чак мјузиклима.
По уметничкој вредности и утицају на каснију европску књижевност далеко изнад свих других форми издваја се атичка комедија, која се данас конвенционално дели на стару, средњу и нову. Стара атичка комедија сачувала се у виду 11 целовитих Аристофанових комада, средња је сачувана само у фрагментима, које је већином забележио Атенеј из Наукратиса, а нову познајемо пре свега из опсежних папирусних фрагмената Менандровог дела.

## Порекло и почеци комедије
Почетке комедије и најстарије фазе њеног развоја карактеришу велике непознанице и недоречености, с обзиром на то да та тема није била предмет значајног интересовања ни онда када је о њој било много више доступних информација него данас.Грци су се ретко занимали за антикварска испитивања, те су дуго сматрали да комедија не завређује посебну пажњу, "јер се првобитно", каже Аристотел, "комедија није озбиљно узимала.Комичко песницима архонт је тек касно одобрио хор, а њега су раније чинили добровољци (εθελονται).Тек онда кад је комедија добила одређене уметничке облике, спомињу се познати њени песници.А ко је увео маске или прологе или повећао број глумаца и друго, није познато ". Формалну дефиницију комедије Аристотел не даје, али је можда одређује као "опонашање онога што је смешно" (μιμησις του γελοιου), односно као "подражавање нижих карактера (μιμησις φαυλοτερων), али не у пуном обиму онога што је рђаво, него смешног дела оног што је ружно". С друге стране, постављала се теза и да је Аристотелова формална дефиниција комедије данас изгубљена, али да је морала да личе његовој дефиницији трагедије, односно да је комедију описивала као неку врсту прочишћења, тј. катарзе (καθαρσις) одређених осећања путем смеха и поруге.

## Атичка комедија
"Кад год се у част Диониса" - пише Демостен у 4. веку п. н. е. - "у Пиреју одвијају поворка и комички и трагички наступи, на Ленејама поворка и трагички и комички наступи, на Градским Дионисија поворка, дечаци,  комос  и трагички и комички наступи те поворка и надметање на Таргелијама, у те дане није допуштено дужницима запленити или одузети било какву имовину, макар су прекорачили рок отплате ". У 4. веку п. н. е. подигнут је и натпис са пописом свих дотадашњих победника на Градским (или Великим) Дионисија, који почиње речима: αφ 'ου πρω] τον κωμοι ησαν τω [ι Διονυσωι ("од када први пут' 'комоса' 'беху [приређени] Дионису" ). За сваку су годину уписани победници овим редом надметања: дечачки хор, мушки хор, комедија, трагедија. Из ових се података може закључити да је, бар што се тиче Атине у 4. веку п. н. е., Весели хор одраслих мушкараца био једна архаична одлика Великих Дионисија, и сасвим је вероватно да се комедија развила из наступа таквих хорова. Но уместо питања: "када је комос први пут развио драмски карактер?" - На које се не може одговорити - данас научници траже одговор на питање: "у којим се тренуцима у прошлости иу којим се све местима у грчком свету могу пронаћи састојци који чине атичку комедију?" Сачувани комади старе атичке комедије садрже два различита елемента, која су можда потекла из сасвим различитих извора: први је костимирана хор који се обраћа директно публици, а други су драмске сцене за које је костим хора неважан.